# Höljerudsforsarna
Höljerudsforsarna är en forssträcka mellan Bengtsbrohöljen och Laxsjön i Dalslands kanal, som aldrig varit torrlagd eller nämnvärt påverkad av dämning.
I den cirka 250 m långa övre forsen, med 6 meters fallhöjd, finns gott om öring och strömstare.
Forsarna är ett naturreservat som förvaltas av Bengtsfors kommun.